# Guadalupe Carpio
María Guadalupe de los Ángeles Carpio Berruecos (Xalapa, Veracruz, 27 de enero de 1828 - Toluca, Estado de México, 19 de febrero de 1892), conocida como Guadalupe Carpio, fue una pintora mexicana del siglo XIX.
Fue una de las primeras mujeres que estudiaron en la Academia de San Carlos y fue una de las primeras mujeres en exponer sus obras en los famosos salones del siglo XIX, reconocida en el grupo de “las pintoras del siglo XIX”.

## Biografía
Nacida el 27 de enero de 1828 en Xalapa, Veracruz, México, Guadalupe Carpio creció en una familia conservadora. Su madre fue doña Guadalupe Berruecos Orozco (1806-1856) y su padre Manuel Carpio Hernández (1791-1860), fue un médico, político y poeta quien desempeñó varios cargos en la Academia de San Carlos y por quien pudo ingresar a tomar clases en la academia. Carpio contrajo matrimonio con Martín Mayora Otaegui el 11 de diciembre de 1849, en San Miguel Arcángel, Ciudad de México. Tuvo un total de diez hijos. Falleció el 19 de febrero de 1892, en Toluca, Estado de México, a la edad de 64 años.
Fue una importante pintora del siglo XIX, quien se distinguió por ser una de las primeras mujeres en ingresar a la academia de san Carlos y en ser partícipe en los famosos salones. Sus obras son principalmente autorretratos, en donde se autorrepresenta sola o con su familia.

## Obra
Guadalupe Carpio realizó distintas obras, en su mayoría retratos, los cuales han sido notables por su gran técnica artística, aun así ninguno de estos fue expuesto en el siglo XIX. Los más conocidos son Retrato de Martín Mayora, su esposo y el Autorretrato con familia, un cuadro contemporáneo en el que aparecen cinco integrantes de su familia, en esta pintura se puede ver el ingenio de Carpio para representar a su esposo, ya que se encontraba ausente mientras realizaba la obra, también se le puede ver acompañada por su madre doña Guadalupe Berruecos, y sus dos hijos pequeños. En ambos se puede observar un fondo neutro y rostros muy detallados.
Guadalupe Carpio se auto-representó trabajando, para entrar así en la tradición de los autorretratos ocupacionales y como creadora de cultura, en esta pintura se le puede ver concentrada, con la mirada desviada y elegantemente vestida de acuerdo con los estándares propios de la feminidad de la época, con esta pintura, Carpio invita al espectador a conocer su mundo a través de su obra.